# Živoucí fosilie

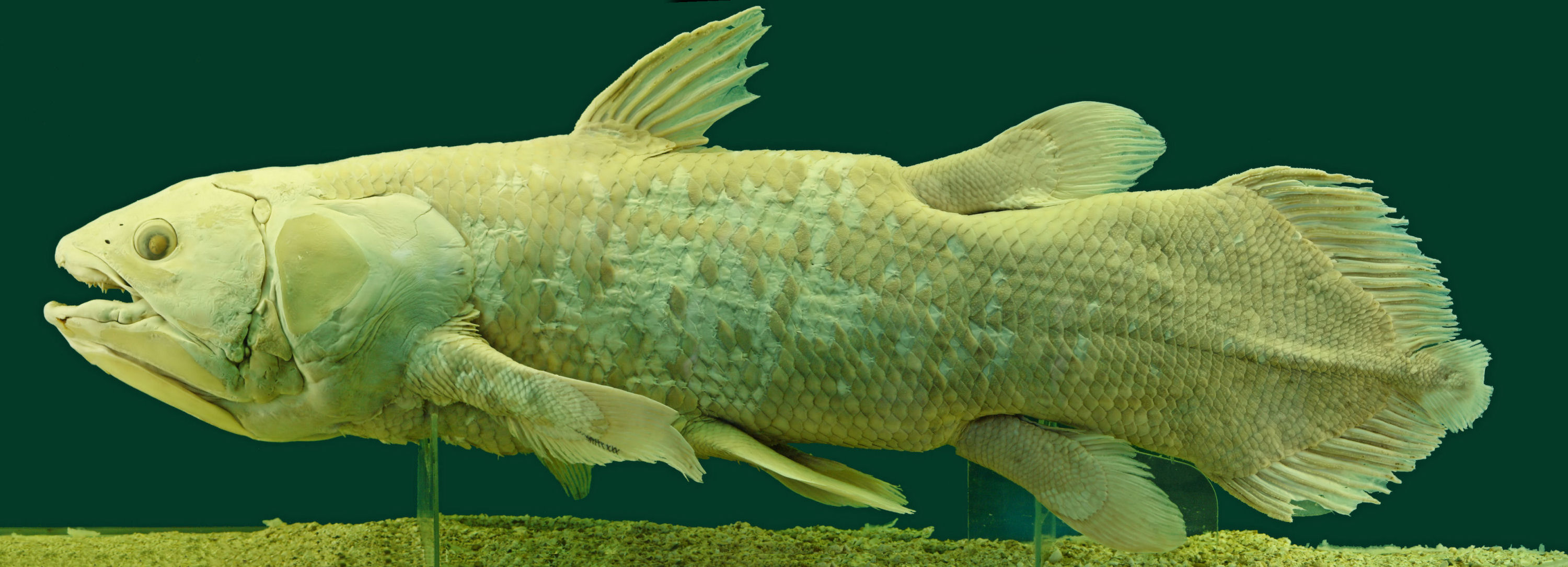
Latimérie podivná

Živoucí fosílie je druh nebo chudě obsazený rod, který zůstal na světě sám z původně velké skupiny, když všechny jemu příbuzné druhy vymřely. Jedná se často o druhy známé ze zkamenělin, takřka vymřelé a s řadou prehistorických rysů přežívajících do současnosti. V užším slova smyslu se pak jedná o organismus, který krom výše zmíněných atributů žije na omezeném prostoru a jehož skupina byla považována na nějakou dobu za zcela vyhynulou.[zdroj⁠?!]

## Příklady

### Živočichové

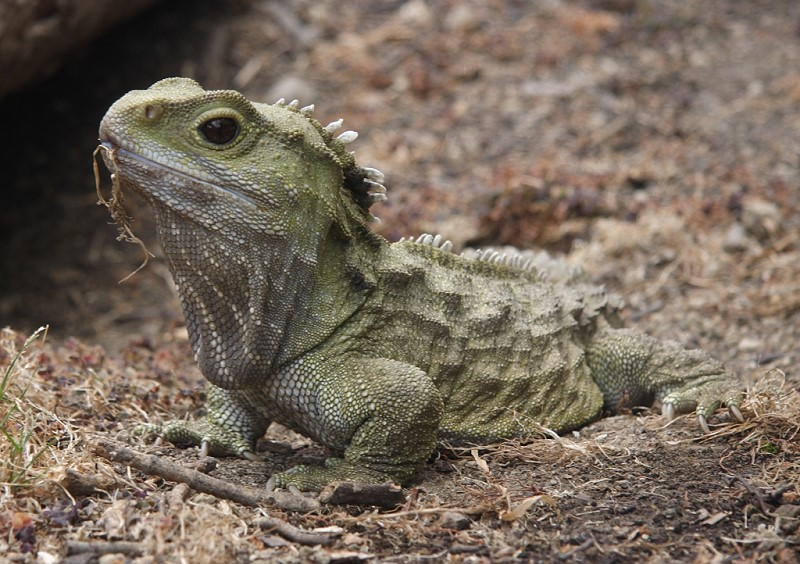
Hatérie novozélandská náleží do řádu, který obýval zemi již před 200 miliony let

- Bahník
- Latimérie podivná
- Nasikabatrachus sahyadrensis
- Haterie
- Okapi
- Loděnka
- Listonoh
- Arapaima velká
- Vychucholové
- Ostrorepi
- Hoacin

### Rostliny

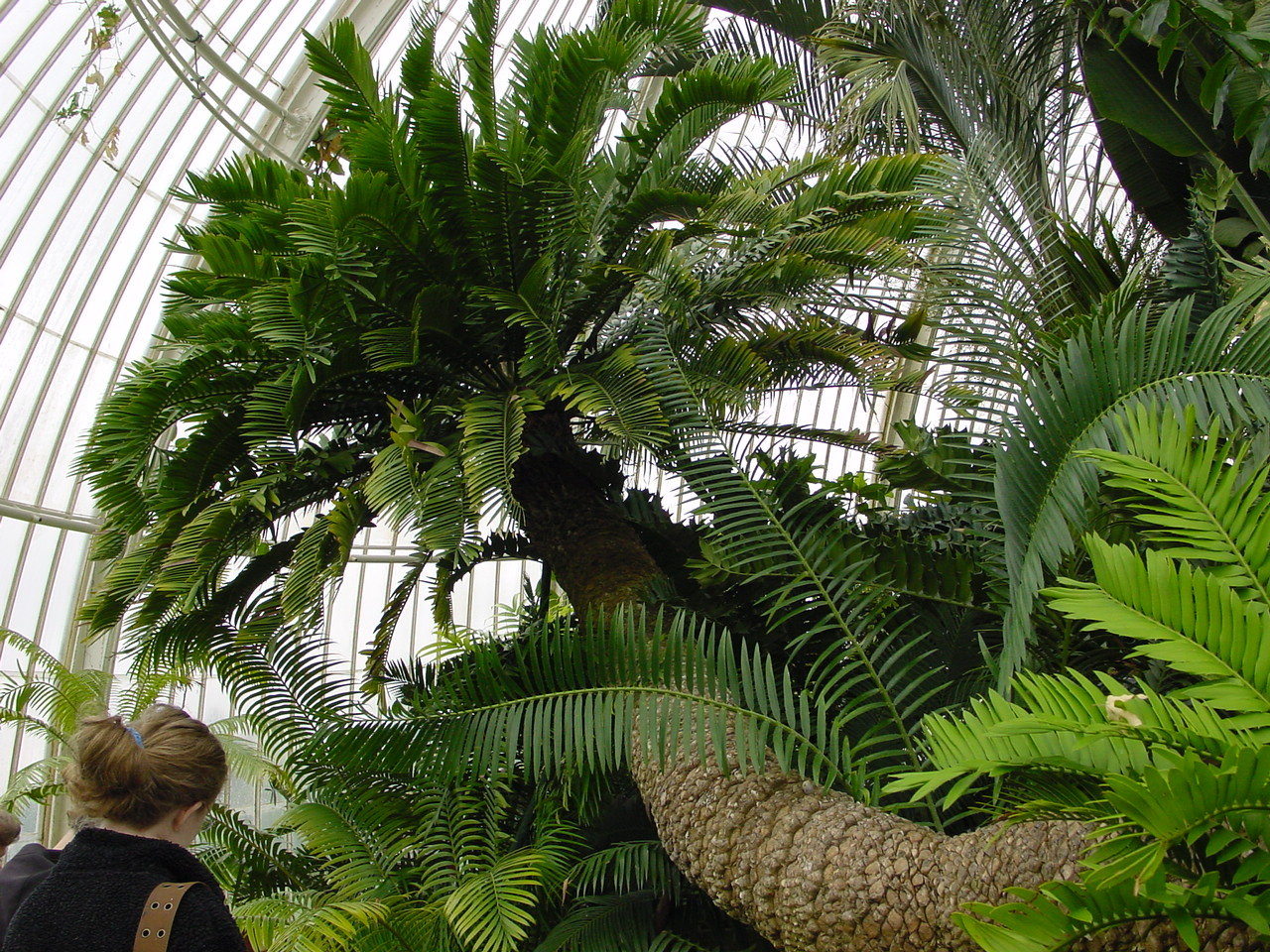
Pravěk ve skleníku – stará rostlina afrického cykasu Encephalartos Altensteinii

Všechny tyto rostliny jsou nahosemenné a kromě jinanu vytvářejí samčí a samičí šišky.
- Blahočety
- Cykasy – rostliny této třídy kdysi ovládaly svět spolu s dinosaury a spolu s nimi také málem vymřely. Tradiční označování dnešních cykasů za živoucí fosilie je však nesprávné, protože historie recentních druhů sahá maximálně do svrchního miocénu a jedná se tak o relativně mladé druhy.[2]
- Damaroň – jehličnany z oblasti Austrálie, Tichomoří a Jihovýchodní Asie
- Jinan dvoulaločný
- Metasekvoje čínská
- Wollemia vznešená
- Welwitschie podivná